# PEN International
Pour les articles homonymes, voir PEN.
PEN International est une association d'écrivains internationale, fondée en 1921 par Catherine Amy Dawson Scott avec l'appui de John Galsworthy. Elle a pour but de « rassembler des écrivains de tous pays attachés aux valeurs de paix, de tolérance et de liberté sans lesquelles la création devient impossible ». Depuis octobre 2021, elle est présidée par Burhan Sönmez.

## Historique et objectifs
Le sigle « P.E.N » est dû à Catherine Amy Dawson Scott. Cet acronyme du mot anglais « pen » (« stylo ») résume les différents métiers de l'écriture ; P = Poets, Playwrights ; E = Essayists, Editors ; N = Novelists, Non-fiction authors.
Depuis sa création, le PEN Club International dit PEN International s'est attaché à défendre la libre circulation des hommes et des idées, en organisant notamment des congrès et des échanges culturels internationaux.
Aujourd'hui agréée par l'UNESCO et le Conseil économique et social des Nations unies l'association travaille en étroite collaboration avec de nombreuses organisations internationales : Amnesty International, Human Rights Watch, Article 19, Comité pour la protection des journalistes, Fédération internationale des journalistes, Reporters sans frontières, Index on Censorship, ou encore, le Tibetan Writers Abroad PEN Centre.
Le PEN International est membre de l’International Freedom of Expression Exchange (IFEX), réseau virtuel mondial d’ONG qui surveillent les violations à la liberté d’expression et qui organise, fédère ou relaie les campagnes conjointes ou organisées par ses membres, pour la défense des journalistes, des écrivains et de toute personne persécutée alors qu'elle exerce son droit à la liberté d'expression.[réf. nécessaire]
En octobre 2015, le Pen International émet une résolution appelant à libérer les écrivains tibétains et autres personnalités emprisonnés en violation du droit à la liberté d’expression, dont Kunchok Tsephel.

## Charte de PEN International[3]
La Charte PEN affirme que :
La littérature ne connaît pas de frontières et doit rester une monnaie d'échange entre les peuples malgré les bouleversements politiques ou internationaux.
En toutes circonstances, et particulièrement en temps de guerre, les œuvres d'art, patrimoine de l'humanité, ne doivent pas être touchées par les passions nationales ou politiques.
Les membres du PEN doivent à tout moment user de leur influence en faveur de la bonne entente et du respect mutuel entre les nations et les peuples ; ils s'engagent à faire tout leur possible pour dissiper toutes les haines et à défendre l'idéal d'une seule humanité vivant dans la paix et l'égalité dans un seul monde.
PEN défend le principe de la libre transmission de la pensée au sein de chaque nation et entre toutes les nations, et ses membres s'engagent à s'opposer à toute forme de suppression de la liberté d'expression dans le pays et la communauté auxquels ils appartiennent, ainsi que dans le monde entier, partout où cela est possible. Le PEN se prononce pour une presse libre et s'oppose à la censure arbitraire en temps de paix. Il estime que la progression nécessaire du monde vers un ordre politique et économique plus organisé rend impérative une libre critique des gouvernements, des administrations et des institutions. Et puisque la liberté implique une retenue volontaire, les membres s'engagent à s'opposer aux maux d'une presse libre tels que la publication mensongère, le mensonge délibéré et la déformation des faits à des fins politiques et personnelles.
La Charte de PEN International guide, unifie et inspire ses membres depuis plus de 70 ans. Elle a été approuvée lors du Congrès PEN de 1948 à Copenhague.

## Comité du PEN International pour les écrivains en prison
Fondé en 1960 en réponse aux tentatives de réduire au silence les voix dissidentes en emprisonnant de plus en plus d'écrivains, le Comité du PEN International pour les écrivains en prison travaille au nom des écrivains persécutés dans le monde entier. Les Comités des écrivains en prison surveillent chaque année les cas d'environ 900 écrivains qui ont été emprisonnés, torturés, menacés ou attaqués et que l'on a fait parfois disparaître ou tuer en raison de la pratique pacifique de leur profession. Il publie une liste bi-annuelle de cas concernant les violations de la liberté d'expression contre des écrivains du monde entier.
Le Comité coordonne aussi les campagnes d'adhésion au PEN International, qui tendent à mettre fin à ces attaques et à la suppression de la liberté d'expression dans le monde entier.
La Comité des écrivains en prison du PEN International est un membre fondateur de l'International Freedom of Expression Exchange (IFEX), un réseau mondial de 90 organisations non gouvernementales qui surveille la censure dans le monde entier et défend les journalistes, les écrivains, les utilisateurs d'Internet ainsi que toute personne persécutée pour avoir exercé son droit à la liberté d'expression.
Il est également membre du Groupe de suivi de l'IFEX en Tunisie (TMG), le groupe de veille sur la Tunisie (Tunisia Monitoring Group ou TMG), une coalition de vingt-et-un organismes de la libre expression qui a exercé un lobbying auprès du gouvernement tunisien afin qu'il améliore son bilan en matière de droits en 2005. Depuis les événements du printemps arabe qui ont conduit à l'effondrement du gouvernement tunisien, TMG a travaillé pour assurer les garanties constitutionnelles de la liberté d'expression et les droits humains dans le pays.

## Centre PEN espérantiste
L’Esperanta PEN-Centro (en espéranto) est la branche espérantophone du PEN club international.
Créée en 1991 par Perla Martinelli, István Nemere et Giorgio Silfer, elle a été admise en 1993 au cours du congrès Mondial du PEN club comme section : la langue internationale espéranto est donc reconnue de ce fait comme langue littéraire à part entière.
La revue Literatura Foiro créée en 1970 est devenue l’organe de communication de l’Esperanta PEN-centro à sa création en 1991.

## Mémoriaux

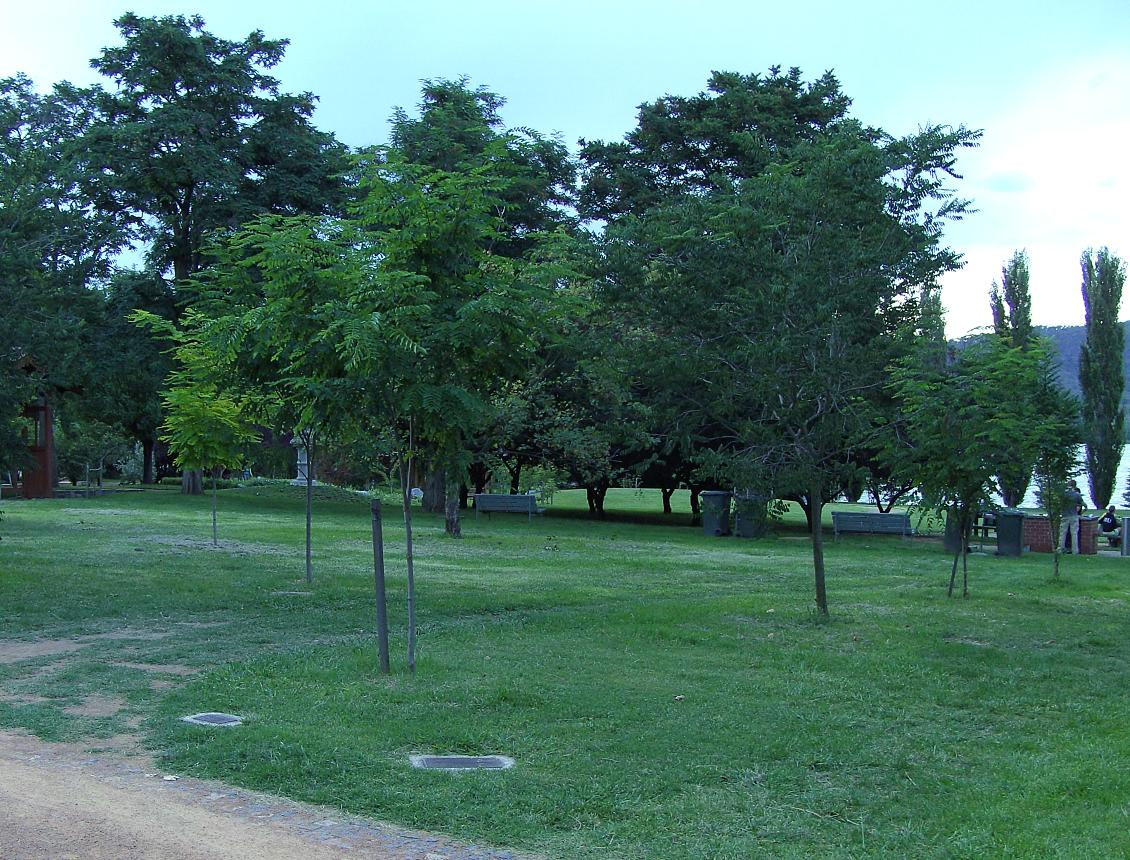
Bosquet Mémorial, Canberra.

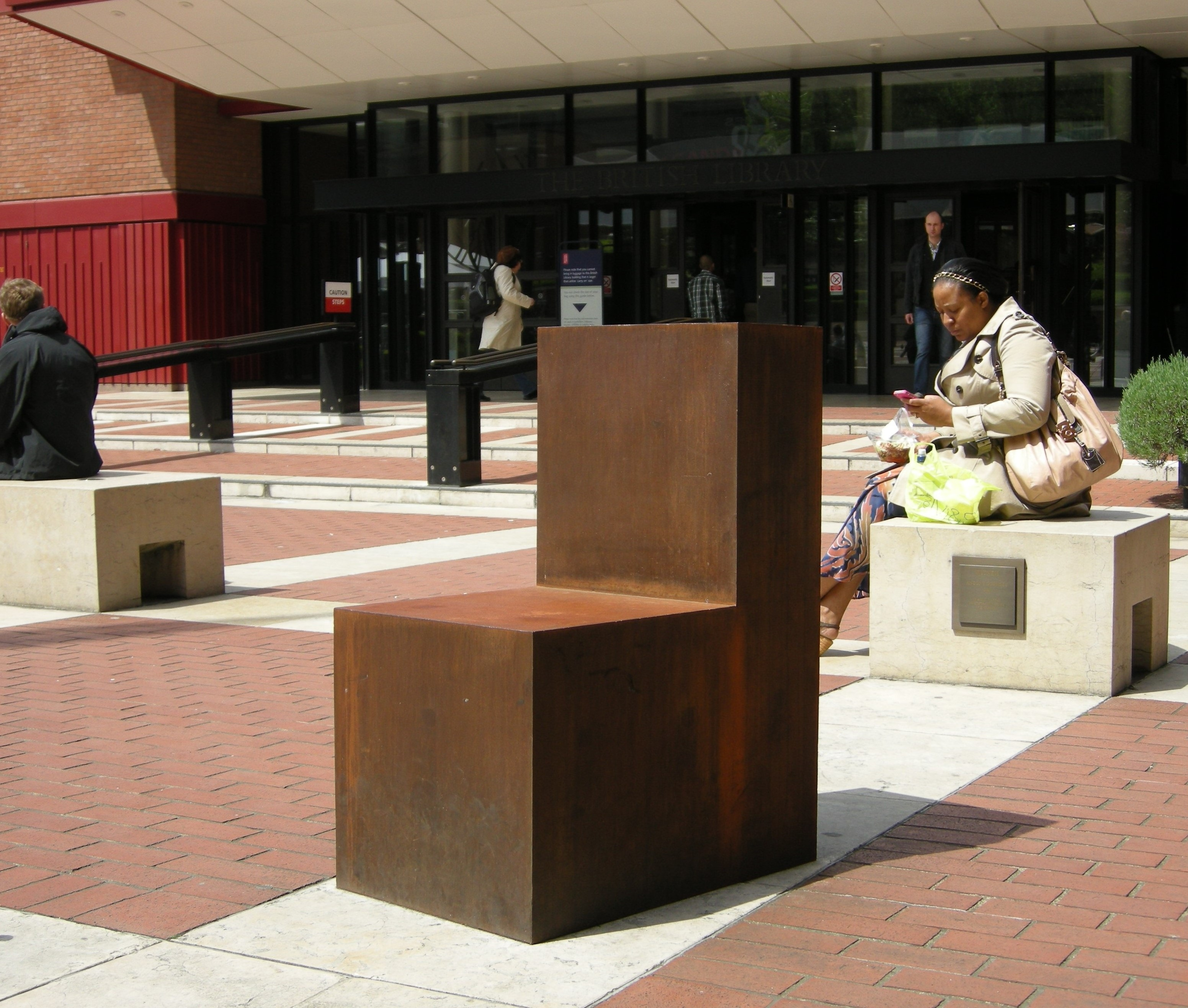
Témoin d'Antony Gormley, sur la place de la British Library, Londres.

- Un bosquet d'arbres situé à Canberra, la capitale fédérale australienne, sur les rives du Lac Burley Griffin, inauguré le 17 novembre 1997, est considéré comme le mémorial du PEN International. La dédicace dit : « L'esprit meurt en chacun de nous qui garde le silence face à la tyrannie ».
- Une sculpture en fonte intitulée Témoin, commandée par le PEN d'Angleterre pour marquer leur 90e anniversaire et réalisée par Antony Gormley, reste en dehors de la British Library de Londres. Elle représente une chaise vide, et est inspirée par le symbole utilisé depuis trente ans par le PEN d'Angleterre pour représenter les écrivains emprisonnés dans le monde entier. Elle a été dévoilée le 13 décembre 2011[10].

## Présidents du PEN International
| Présidents de PEN International                                                                 | Présidents de PEN International |
| ----------------------------------------------------------------------------------------------- | ------------------------------- |
| John Galsworthy                                                                                 | 1921-1932                       |
| H.G. Wells                                                                                      | 1932-1935                       |
| Jules Romains                                                                                   | 1936-1939                       |
| Comité présidentiel durant la guerre : Denis Saurat, François Mauriac, Thornton Wilder, Hu Shih | 1941-1946                       |
| Maurice Maeterlinck                                                                             | 1947-1949                       |
| Benedetto Croce                                                                                 | 1949-1953                       |
| Charles Langbridge Morgan                                                                       | 1954-1956                       |
| André Chamson                                                                                   | 1957-1959                       |
| Alberto Moravia                                                                                 | 1960-1962                       |
| Victor E. Van Vriesland                                                                         | 1963-1965                       |
| Arthur Miller                                                                                   | 1966-1969                       |
| Pierre Emmanuel                                                                                 | 1970-1971                       |
| Heinrich Böll                                                                                   | 1972-1973                       |
| V.S. Pritchett                                                                                  | 1974-1976                       |
| Mario Vargas Llosa                                                                              | 1977-1979                       |
| Per Wästberg                                                                                    | 1979-1986                       |
| Francis King                                                                                    | 1986-1989                       |
| René Tavernier                                                                                  | Mai – novembre 1989             |
| Per Wästberg (Interim)                                                                          | novembre 1989 – mai 90          |
| György Konrád                                                                                   | 1990-1993                       |
| Ronald Harwood                                                                                  | 1993-1997                       |
| Homero Aridjis                                                                                  | 1997-2003                       |
| Jiří Gruša                                                                                      | 2003-2009                       |
| John Ralston Saul                                                                               | 2009-2015                       |
| Jennifer Clement                                                                                | 2015-2021                       |
| Burhan Sönmez                                                                                   | depuis 2021                     |

## Conditions d'admission à un PEN Club
Pour être admis comme membre du PEN, il faut être un écrivain édité, un éditeur et/ou un traducteur et souscrire aux principes de la charte du PEN International, quelles que soient sa nationalité, son origine ethnique, sa langue, sa couleur ou sa religion.

## PEN Club français
Des centres PEN qui prolongent les ambitions du PEN International ont peu à peu vu le jour sur les cinq continents. Il en existe actuellement plus de cent dans le monde.
Le PEN Club français a été fondé en 1921. Il est dirigé successivement par Anatole France (1921-1924), Paul Valéry (1924- 1934), Jules Romains (1934-1939), Jean Schlumberger (1946-1951), André Chamson (1951-1959), Yves Gandon (1959-1971), Pierre Emmanuel (1973-1976), Georges-Emmanuel Clancier (1976-1979), René Tavernier (1979-1989), Solange Fasquelle (1990-1993), Jean Orizet (1993-1999), Jean Blot (1999-2005), Sylvestre Clancier (2005-2012), Jean-Luc Despax (2012-2016), Sylvestre Clancier (2016-2017), Emmanuel Pierrat (2018-2020) et Antoine Spire (2020-…),.
Le PEN Club français est toujours très actif, :
- Actions en faveur des écrivains persécutés du fait de l'expression de leurs idées

Depuis sa création, le PEN Club français se tient aux côtés de celles et de ceux qui défendent pacifiquement la liberté d'expression et de création. Depuis 2016, il milite pour soutenir les nombreux écrivains menacés par la dérive autoritaire du pouvoir en Turquie. En 2017, grâce à son intervention, le PEN Club français a pu obtenir la libération du jeune écrivain algérien Anouar Rahmani. Aujourd'hui, le PEN Club français s'investit particulièrement pour la défense de l'écrivain Patrice Nganang au Cameroun, et celle du journaliste et écrivain, originaire de Guinée, Adama Diané.
- Colloques et autres rencontres

Comme en témoignent le site internet, la page Facebook, les lettres d'informations numériques du PEN Club français, ce dernier organise ou co-organise chaque année de nombreuses rencontres littéraires, colloques, hommages à son siège à Paris, mais aussi dans d'autres espaces comme l'hommage rendu à Jean Lescure à l'IMEC le 5 avril 2018, le colloque "La liberté d'expression à l'épreuve de ses langues : regards croisés franco-italiens" qui s'est tenu à l'Institut culturel italien de Paris le 5 juin 2018.
- Édition de Cahiers consacrés à la liberté d'expression

Depuis 2010, avec le soutien de la SOFIA, le PEN Club français publie des cahiers consacrés à la liberté d'expression. Trois cahiers ont déjà vu le jour : - un plaidoyer contre la censure : « Liberté de création en Europe et en Méditerranée, censures visibles et invisibles ». Une trentaine de contributions émanant d’écrivains et d’associations d’auteurs de nombreux pays font le point sur les différentes formes de censures, les unes visibles, les autres moins visibles qui affectent aujourd’hui la liberté d’expression dans de nombreux pays d’Europe et du bassin méditerranéen. - un plaidoyer pour la liberté d’expression : « Liberté d’expression en Europe et en Méditerranée ». - une anthologie poétique en faveur de la liberté de création. Ces cahiers ont été précédés d’un premier ouvrage réalisé avec le concours de la Fondation La Poste, « Que peut la littérature en situation de détresse ? ». Ce premier titre, paru comme les suivants aux Editions Callioppées, regroupait des correspondances d’écrivains de trois continents (Europe, Afriques, Amériques) sur les routes de l’aéropostale.
- Édition d'une lettre d'information numérique

Cette lettre informe des nombreuses activités du PEN Club français, offre l’occasion de découvrir des œuvres des membres du PEN Club, rappelle la Charte du PEN International, indique qui sont les membres du Comité exécutif et comment adhérer au PEN Club français.
- Remise de prix littéraires
  - Le Grand Prix du PEN Club français qui couronne un auteur ayant reçu préalablement d’autres distinctions, dont la réputation n’est plus à faire et dont les services tant dans le domaine culturel que dans celui des droits de l’homme sont notoires. Ce prix n’est pas toujours décerné chaque année. En 2000, ce prix a été décerné à Michel Butor et en 2002, à Vaclav Havel pour l’ensemble de son œuvre littéraire, théâtrale et poétique[25].
  - Le Grand Prix de la critique littéraire décerné par un jury composé de critiques littéraires faisant partie du P.E.N. Club français. Ce prix est attribué chaque année à un écrivain de langue française pour l’ensemble d’une œuvre qui témoigne en faveur de la francophonie, d’une meilleure connaissance de la culture française et des cultures étrangères[26],[25].
  - Les Prix Roger Caillois (prix de littérature latino-américaine, prix de littérature française, prix de l’essai) prix littéraires annuels créés en 1991 par la Société des lecteurs et Amis de Roger Caillois et la Maison de l’Amérique, en partenariat avec le PEN Club Français. Sont récompensés chaque année un auteur latino-américain et un auteur francophone. Depuis 2007 un prix de l’essai est également décerné[27],[25].

## Membres notables de PEN Clubs dans le monde
- Svetlana Aleksievitch
- Homero Aridjis, Président émérite.
- Margaret Atwood[28]
- Heinrich Böll
- Jorge Luis Borges
- J.M. Coetzee
- Joseph Conrad
- Elizabeth Craig
- Jean Coutrot
- Anatole France
- Hermann Friedmann
- John Galsworthy
- Nadine Gordimer
- Gloria Guardia
- Mario Vargas Llosa
- Robie Macauley
- Maurice Maeterlinck
- Predrag Matvejević
- François Mauriac
- Arthur Miller
- Alberto Moravia
- Charles Langbridge Morgan
- Toni Morrison
- Ozaki Hotsuki
- Octavio Paz
- Harold Pinter
- Diane Régimbald
- Josep Palau i Fabre, président historique du PEN catalan
- Jules Romains
- Vercors
- J. K. Rowling[29]
- Michael Scammell
- George Bernard Shaw
- Georges Sion
- Václav Tille
- Luisa Valenzuela
- Paul Valéry
- H. G. Wells
- Yasunari Kawabata
- Simon Moleke Njie
- Vũ Hoàng Chương

## Au cinéma
Dans le film Stefan Zweig, adieu l'Europe (Vor der Morgenröte) de Maria Schrader (2016), une longue scène montre une session du PEN club à Buenos Aires en septembre 1936.